# Gestört aber geil
Gestört aber Geil (Eigenschreibweise: Gestört aber GeiL) ist ein deutsches DJ-Duo, das beim Label Universal Music unter Vertrag steht.

## Geschichte
Gestört aber Geil wurde gegründet von den deutschen DJs Spike*D (* 1990 als Marcel Stephan in Querfurt) und Nico Wendel (* 1984 in Sangerhausen). Die beiden lernten sich in der Diskothek „My Ccools World“ in Sangerhausen kennen, wo beide regelmäßig ihre Platten auflegten. Die DJs merkten, dass ihr Musikstil zusammenpasst, und beschlossen im Oktober 2010, das Projekt „Gestört aber geil“ zu gründen. Die Mischung aus melodischem Tech House und House gepaart mit Pop-Stücken ist die Grundlage ihrer Musik-Sets.
Seit spätestens Mitte 2019 hat Oliver Helmert, Spike*D offiziell zuerst interimsmäßig aufgrund gesundheitlicher Probleme, später dann vollständig nicht nur bei Auftritten sondern auch in Pressebildern und sämtlichen Publikationen ersetzt. Offizielle Pressemitteilungen oder weitere Statements zum endgültigen Ausscheiden blieben bis heute aus. Wieso sich dazu nie geäußert wurde ist unklar.
Gestört aber geil feierte seinen Durchbruch auf dem Sputnik Springbreak im Jahr 2012. Den Auftritt gewannen sie zuvor bei einem DJ-Contest als Hauptgewinn.
Seit Anfang 2015 steht das Duo beim Label Kontor Records unter Vertrag. Ihre erste dort veröffentlichte Single Unter meiner Haut war ein Cover des gleichnamigen Songs von Elif aus dem Jahr 2013, das Gestört aber geil mit Koby Funk und Wincent Weiss aufnahm. Es erreichte im Juli 2015 Platz sechs der deutschen Charts und wurde mit einer Goldenen Schallplatte ausgezeichnet. Auch ihre zweite Single Ich & Du, die in Zusammenarbeit mit Sebastian Hämer entstand, konnte sich in den Charts platzieren.
Am 8. Januar 2016 erschien ihr erstes Album, das den Titel Gestört aber geil trägt. Es enthält 18 Lieder, darunter auch die bereits zuvor veröffentlichten Singles Unter meiner Haut und Ich & Du, und stieg in den deutschen Charts auf dem zweiten Platz ein.
Ihr zweites Album #ZWEI erschien am 21. Juli 2017. Das darauf enthaltene Lied Be My Now, das von LEA eingesungen wurde, wurde 2018 als Titellied zur achten Staffel von Der Bachelor verwendet. Am 28. Oktober 2022 erschien ihr drittes Album III.

## Diskografie

### Studioalben
| Jahr | Titel             | Höchstplatzierung, Gesamtwochen, AuszeichnungChartplatzierungen (Jahr, Titel, Platzierungen, Wochen, Auszeichnungen, Anmerkungen) | Höchstplatzierung, Gesamtwochen, AuszeichnungChartplatzierungen (Jahr, Titel, Platzierungen, Wochen, Auszeichnungen, Anmerkungen) | Höchstplatzierung, Gesamtwochen, AuszeichnungChartplatzierungen (Jahr, Titel, Platzierungen, Wochen, Auszeichnungen, Anmerkungen) | Anmerkungen                                              |
| Jahr | Titel             | DE | AT | CH | Anmerkungen                                              |
| ---- | ----------------- | --- | --- | --- | -------------------------------------------------------- |
| 2016 | Gestört aber geil | DE2 Gold · (34 Wo.)DE | AT17 (2 Wo.)AT | CH11 (2 Wo.)CH | Erstveröffentlichung: 8. Januar 2016 Verkäufe: + 100.000 |
| 2017 | #ZWEI             | DE4 Gold · (30 Wo.)DE | AT16 (1 Wo.)AT | CH44 (1 Wo.)CH | Erstveröffentlichung: 21. Juli 2017 Verkäufe: + 100.000  |
| 2022 | III               | DE22 (1 Wo.)DE | — | — | Erstveröffentlichung: 28. Oktober 2022                   |

### Kompilationen
| Jahr | Titel                   | Höchstplatzierung, Gesamtwochen, AuszeichnungChartsChartplatzierungen (Jahr, Titel, Platzierungen, Wochen, Auszeichnungen, Anmerkungen) | Anmerkungen                         |
| Jahr | Titel                   | DE | Anmerkungen                         |
| ---- | ----------------------- | --- | ----------------------------------- |
| 2020 | 10 Jahre Best of & More | DE33 (3 Wo.)DE | Erstveröffentlichung: 26. Juni 2020 |

### Singles
| Jahr | Titel Album                                                  | Höchstplatzierung, Gesamtwochen, AuszeichnungChartplatzierungen (Jahr, Titel, Album, Platzierungen, Wochen, Auszeichnungen, Anmerkungen) | Höchstplatzierung, Gesamtwochen, AuszeichnungChartplatzierungen (Jahr, Titel, Album, Platzierungen, Wochen, Auszeichnungen, Anmerkungen) | Anmerkungen                                                                                |
| Jahr | Titel Album                                                  | DE | AT | Anmerkungen                                                                                |
| ---- | ------------------------------------------------------------ | --- | --- | ------------------------------------------------------------------------------------------ |
| 2015 | Unter meiner Haut Gestört aber geil                          | DE6 ×2Doppelplatin · (56 Wo.)DE | AT25 (19 Wo.)AT | Erstveröffentlichung: 20. März 2015 Verkäufe: + 800.000; mit Koby Funk feat. Wincent Weiss |
| 2015 | Ich & Du Gestört aber geil                                   | DE21 Platin · (36 Wo.)DE | AT38 (16 Wo.)AT | Erstveröffentlichung: 18. September 2015 Verkäufe: + 400.000; feat. Sebastian Hämer        |
| 2016 | Geh nicht weg Gestört aber geil                              | DE96 (1 Wo.)DE | — | Erstveröffentlichung: 26. Februar 2016 mit Marc Narrow                                     |
| 2017 | Millionen Farben #ZWEI                                       | DE63 (4 Wo.)DE | — | Erstveröffentlichung: 21. April 2017 feat. Voyce                                           |
| 2017 | Wohin willst du #ZWEI                                        | DE11 ×3Dreifachgold · (42 Wo.)DE | AT43 (13 Wo.)AT | Erstveröffentlichung: 2. Juni 2017 Verkäufe: + 600.000; feat. Lea                          |
| 2019 | Vielleicht III                                               | DE38 (2 Wo.)DE | — | Erstveröffentlichung: 22. Februar 2019 feat. Adel Tawil                                    |
| 2020 | Another Day in Paradise –                                    | DE— aDE | — | Erstveröffentlichung: 30. Oktober 2020 Original: Phil Collins                              |
| 2021 | Hypa Hypa (Gestört aber geil Remix) MMXX (Hypa Hypa Edition) | DE— bDE | — | Erstveröffentlichung: 20. Mai 2021 Original: Eskimo Callboy                                |
| 2022 | Thank You III                                                | DE— cDE | — | Erstveröffentlichung: 13. Mai 2022 mit Anna Grey; Original: Honor Hunter                   |

Weitere Singles
- 2013: Johnny Blue
- 2013: Carved in Stone
- 2013: Brother
- 2014: Heartbeat
- 2016: Glücklich wie die Kinder (mit Two Magics)
- 2016: So schmeckt der Sommer
- 2017: Repeat (feat. Benne)
- 2018: Be My Now
- 2018: Leuchtturm (feat. Chris Cronauer)
- 2018: Für immer wach (feat. Fabian Wegerer)
- 2019: Party All the Time
- 2019: Wünsch Dir was
- 2020: Fool’s Paradise (feat. Dennis Mansfeld)
- 2020: Mutter, der Mann mit dem Koks ist da
- 2020: Allein (feat. Tina Naderer)
- 2021: Blue Love (feat. Jona)

### Remixe
- 2012: Edlington & Togafunk – Like Me Bro! (Gestört aber geil Remix)
- 2013: Sun@Night – Kellerkind (Gestört aber geil Remix)
- 2014: Finger & Kadel – Leben (Gestört aber geil Remix)
- 2014: Sean Finn feat. Ricardo Munoz – Infinity 2014 (Gestört aber Geil Radio Remix)
- 2015: Lost Frequencies feat. Easton Corbin – Are You with Me (Gestört aber geil Remix)
- 2015: London Grammar – Nightcall (Gestört aber geil Remix)
- 2015: Lost Frequencies feat. Janieck Devy – Reality (Gestört aber geil Remix)
- 2016: Alligatoah – Du bist schön (Gestört aber geil Remix)
- 2016: Alan Walker feat. Iselin Solheim – Faded (Gestört aber geil Remix)
- 2016: Hirschwell – Wie die Wolken (Gestört aber geil Remix)
- 2017: Kay One feat. Pietro Lombardi – Señorita (Gestört aber geil Remix)
- 2019: SDP feat. Capital Bra – Viva la Dealer (Gestört aber geil Remix)
- 2019: Leolixl – Song für dich (Gestört aber geil Remix)
- 2019: Kool Savas feat. Nessi – Deine Mutter (Gestört aber geil Remix)
- 2020: Tom Beck – 360 Grad (Gestört aber geil Remix)

## Auszeichnungen
- 2015: Napster-Fan-Preis als Beste Band